# International Religious Freedom Report
 (octobre 2024).
La mise en forme du texte ne suit pas les recommandations de Wikipédia : il faut le « wikifier ».
Les points d'amélioration suivants sont les cas les plus fréquents :
- Les titres sont pré-formatés par le logiciel. Ils ne sont ni en capitales, ni en gras.
- Le texte ne doit pas être écrit en capitales (les noms de famille non plus), ni en gras, ni en italique, ni en « petit »…
- Le gras n'est utilisé que pour surligner le titre de l'article dans l'introduction, une seule fois.
- L'italique est rarement utilisé : mots en langue étrangère, titres d'œuvres, noms de bateaux, etc.
- Les citations ne sont pas en italique mais en corps de texte normal. Elles sont entourées par des guillemets français : « et ».
- Les listes à puces sont à éviter, des paragraphes rédigés étant largement préférés. Les tableaux sont à réserver à la présentation de données structurées (résultats, etc.).
- Les appels de note de bas de page (petits chiffres en exposant, introduits par l'outil «  Source ») sont à placer entre la fin de phrase et le point final[comme ça].
- Les liens internes (vers d'autres articles de Wikipédia) sont à choisir avec parcimonie. Créez des liens vers des articles approfondissant le sujet. Les termes génériques sans rapport avec le sujet sont à éviter, ainsi que les répétitions de liens vers un même terme.
- Les liens externes sont à placer uniquement dans une section « Liens externes », à la fin de l'article. Ces liens sont à choisir avec parcimonie suivant les règles définies. Si un lien sert de source à l'article, son insertion dans le texte est à faire par les notes de bas de page.
- La présentation des références doit suivre les conventions bibliographiques. Il est recommandé d'utiliser les modèles {{Ouvrage}}, {{Chapitre}}, {{Article}}, {{Lien web}} et/ou {{Bibliographie}}. Le mode d'édition visuel peut mettre en forme automatiquement les références.
- Insérer une infobox (cadre d'informations à droite) n'est pas obligatoire pour parachever la mise en page.

Pour une aide détaillée, merci de consulter Aide:Wikification.
Si vous pensez que ces points ont été résolus, vous pouvez retirer ce bandeau et améliorer la mise en forme d'un autre article.
Le Report on International Religious Freedom est un rapport commandé par le Département d'État des États-Unis et publié par ce dernier sur la qualité et l'étendue de la liberté religieuse dans tous les pays étrangers. Le Freedom Report est un rapport de la Commission des États-Unis sur la liberté religieuse internationale ou d'un sous-département du ministère (Bureau of Democracy, Human Rights, and Labor) au Congrès des États-Unis, qui lui est présenté chaque année.
Le rapport contient de nombreux détails et se base sur des informations fournies par les ambassades américaines dans les différents pays ainsi que par diverses organisations non gouvernementales, mais les exemples individuels sont rarement cités. Un aperçu de la démographie religieuse de chaque pays est suivi d'un rapport sur l'état de la liberté religieuse, qui examine les conditions légales, les éventuelles restrictions imposées par l'État, les éventuels cas d'abus et de violation de la liberté religieuse, les éventuels cas de conversion forcée, etc. et constate les changements par rapport aux années précédentes.

## France
.
En France, le Département d'Etat américain a rapporté que certains groupes ont affirmé que les publications de la MIVILUDES ont contribué à la persécution des religions minoritaires et au rejet du grand public. Le Département d'Etat américain a également rapporté que des cas d'enlèvement, de torture et de meurtre persistent dans les violences racistes et antisémites en raison de la politique établie par le gouvernement de surveillance des activités « dangereuses » des sectes.

### Sources
- Department of State, « International Religious Freedom Reports », Département d'État des États-Unis (consulté le 10 octobre 2024)
- United States Department of State, International Religious Freedom Report 2006 - France: Analyzing Religious Freedom in France: Policies, Attitudes, and Persecution Cases, Good Press, 2020 (lire en ligne)
- CRS, « Global Human Rights: International Religious Freedom Policy », In Focus, Congressional Research Service,‎ 13 août 2024 (lire en ligne)